# Museu da Moda de Belo Horizonte
O Museu da Moda de Belo Horizonte (MUMO) é um museu de artes aplicadas dedicado à moda localizado em Belo Horizonte, Minas Gerais. É o primeiro museu público destinado ao setor no Brasil. Está localizado na antiga Câmara Municipal de Belo Horizonte, na Rua da Bahia com a Avenida Augusto de Lima. O prédio foi inspirado na arquitetura neogótica manuelina e é popularmente conhecido em Belo Horizonte como Castelinho da Rua da Bahia.

## História
Antes de se tornar museu, o espaço era destinado ao Centro de Referência da Moda, fundado em 2012. Segundo Leônidas de Oliveira, o então presidente da Fundação Municipal de Cultura (FMC), o projeto nasceu quando o Museu Histórico Abílio Barreto (MHAB) começou a juntar peças de vários períodos históricos da cidade. Hoje, o MUMO conta com parte do acervo guardado do MHAB. A primeira exposição em destaque do museu foi a =33 Voltas em torno da Terra – Memória da Indústria Têxtil de Minas Gerais que mostrava a importância da indústria têxtil para a economia de Minas Gerais. Na sua inauguração o museu já possuía em seu acervo mais de duas mil peças, desde o período da fundação da cidade no século 19 até 1987.

## Cursos e Eventos
Desde junho de 2017 o museu deu início a um projeto de aulas abertas gratuitas sobre moda, design e decoração. As aulas contam com professores e especialistas das principais faculdades especializadas no assunto da região e possuem o limite de 77 pessoas por aula. A iniciativa foi da Fundação Municipal de Cultura, com o objetivo de fazer um intercâmbio de informações entre especialistas, alunos de moda e o público geral.
O MUMO também já foi sede da Semana da Moda Franco-Mineira, evento criado pela Aliança Francesa de Belo Horizonte (BH) em parceria com a prefeitura da cidade e com a Fundação Municipal de Cultura, para mostras as relações entre os códigos de vestimentas dos franceses e dos mineiros, além de evidenciar as semelhanças entre ambas as culturas. O designer de moda francês, Yves Saint Laurent, foi homenageado ao longo do acontecimento.
A ocasião se originou de uma iniciativa parisiense, intitulada A Moda e os Códigos de Vestimenta, estruturada como uma espécie de concurso, cujo objetivo central é dar visibilidade internacional a fotógrafos amadores. O concurso contou com as 815 Alianças Francesas e as unidades presentes no Brasil.

## Ligação externa
- Facebook do Museu da Moda de Belo Horizonte